# 正大镇
正大镇，是中华人民共和国贵州省铜仁市松桃苗族自治县下辖的一个乡镇级行政单位。苗王城即位于此处。
2015年12月8日，贵州省人民政府批复同意松桃县部分乡镇行政区划调整，同意撤销正大乡，设置正大镇，撤乡设镇后行政区域和政府驻地不变。

## 行政区划
正大镇下辖以下地区：
喇叭塘社区、正光村、聚宝营村、官舟村、尖坡村、苗王城村、八月村、地容村、当领村、瓦窑村、边墙村、长征村、新桥村、包家村、薅菜村、独树村、地所村、麻洞村、塘边村和清水村。

## 中国传统村落
2013年8月，苗王城被评为第二批中国传统村落。